# Giovanni Caproni
Giovanni Battista Caproni (ur. 3 lipca 1886 w Arco, zm. 27 października 1957 w Rzymie) – włoski konstruktor samolotów, założyciel zakładów produkujących samoloty Società Italiana Caproni.
Twórca pierwszego włoskiego samolotu (1910 r.), pierwszego na świecie bombowca (1914) i pierwszego na świecie dużego samolotu pasażerskiego (1920 r., ośmiosilnikowy, przewożący 100 pasażerów). Samoloty swoje produkował we własnej firmie założonej w 1908 r. pod nazwą Società Italiana Caproni, która później parokrotnie zmieniała nazwę.